# As I Lay Dying
As I Lay Dying je americká metalcorová hudební skupina původem ze San Diega. Kapela byla založena v roce 2000 Timem Lambesisem a již v roce 2001 vydala své první album. Její zpěvák byl 7. května 2013 zatčen za plánování vraždy své manželky, s níž se tehdy rozváděl, za což byl o rok později odsouzen k šestiletému vězení. V roce 2014 skupina přerušila svoji činnost. Zbylí členové se nyní angažují v novém projektu s názvem Wovenwar.
Všichni členové kapely jsou křesťany. Jejich texty však neobsahují prakticky žádné explicitně náboženské motivy. Zpěvák skupiny navíc po vraždě své manželky přiznal, že je ve skutečnosti ateistou a předstíral svoji víru kvůli svým fanouškům, aby se nahrávky skupiny lépe prodávaly.
Název skupiny je převzat z románu Williama Faulknera (v českém překladu Josefa Škvoreckého Když jsem umírala), ačkoli mezi tématem románu a hudbou skupiny žádný vztah není.
Podepsáni pod Metal Blade Records vydali As I Lay Dying pět studiových, jedno rozdělené a jedno kompilační album.
Čtvrté studiové album skupiny As I Lay Dying, An Ocean Between Us, se vyšplhalo na osmou příčku v žebříčku Billboard 200 a na první příčku v žebříčku Top Rock. Skupina vystupovala na Wacken Open Air, With Full Force, Soundwave Festival, Sounds of the Underground, Warped Tour a Taste of Chaos. V roce 2007 vyhráli As I Lay Dying ocenění "Ultimate Metal God" od MTV2 na prvním ročníku "All That Rocks", v roce 2008 získali ocenění "Umělec roku" na hudebních oceněních v San Diegu a v roce 2008 byli nominováni na ocenění Grammy za písničku "Nothing Left". Skupina napsala a nahrála své poslední album The Powerless Rise během tříletého procesu. Toto album vyšlo v květnu 2010 a je považováno za jejich zatím nejlepší dílo.
Od doby svého vzniku As I Lay Dying neustále koncertují a většinu času strávili mimo domov. V roce 2005 vedli second stage na Ozzfestu a na konci září zavítali i do pražského klubu Black Pes.
Kapela se rozpadla 16. května 2014 po tom, co byl zpěvák Tim Lambesis uvězněn na 6 let za objednání vraždy své ženy. Zbývající členové kapely založili skupinu Wovenwar.
17. prosince 2016 byl Lambesis předčasně propuštěn z vězení s podmínkou. Následně oznámil, že pracuje na nové hudbě.
1. června 2018 skupina na svých sociálních sítí zveřejnila krátké video, s novou hudbou skupiny.
8. června 2018 skupina zveřejnila videoklip k nové skladbě "My Own Grave" a tím se také potvrdil návrat ostatních členů.

## Turné

### 2005

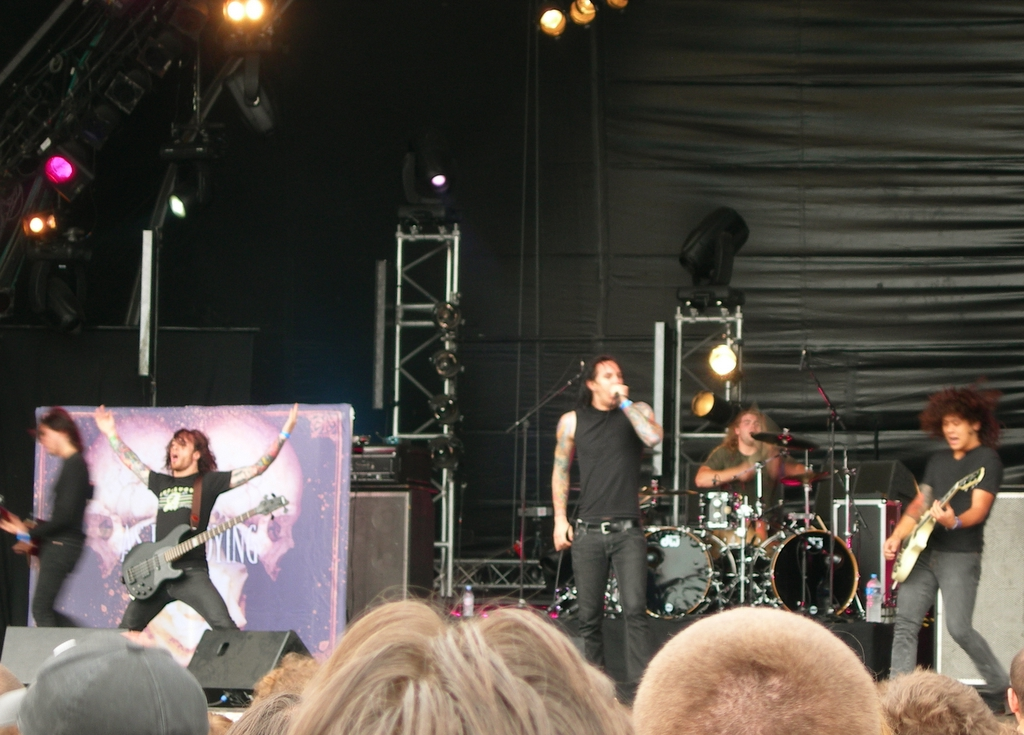
As I Lay Dying hrající v roce 2006 na Hellfestu.

V létě 2005 hráli As I Lay Dying na druhém pódiu na Ozzfestu dohromady například s kapelami Killswitch Engage, Trivium, Rob Zombie, The Black Dahlia Murder, It Dies Today, Bur Your Dead a Arch Enemy.

### 2006
V létě 2006 se As I Lay Dying účastnili turné Sounds of the Underground,kde hráli s kapelami In Flames, Cannibal Corpse, The Black Dahlia Murder, Shadows Fall, It Dies Today, Gwar, Trivium, Evergreen Terrace, The Chariot, Terror, Behemoth, Job for a Cowboy a Through the Eyes of the Dead.

### 2007
V létě 2007 se As I Lay Dying objevili na Warped Tour. Na podzim roku 2007 uspořádali turné An Ocean Between Us Tour s podporou od kapel All That Remains, Haste the Day a Through the Eyes of the Dead.

### 2008
V roce 2008 se As I Lay Dying připojili k akci Soundwave během únoru a března v Austrálii, kde hráli spolu s kapelami Killswitch Engage, Shadows Fall, Bleeding Through, Haste the Day a Carpathian.
V létě 2008 se také kapela na jeden měsíc od 20. června do 18. července opět objevila na turné Warped Tour. K tomu navíc hráli na festivalech Cornerstone, Sonshine a Revelation Generation Festival. Objevili se také na festivalech Lifelight, Wacken Open Air, Bloodsock Open Air, Ichthus, a Dubai Desert Rock.
Kromě těchto akcí vystupovali ke konci léta As I Lay Dying spolu s kapelami jako Evergreen Terrace, August Burns Red a Misery Signals.
Na podzim roku 2008 počínajíc 8. listopadem hráli As I Lay Dying na turné Rockastar Taste of Chaos v Singapuru s kapelami Story of the Year a A Vacant Affair. As I Lay Dying také vystupovali na koncertu v Anaheimu 21. listopadu s kapelami Bring Me The Horizon, Terror a Born of Osiris. Koncert byl natáčen pro použití v prvním DVD As I Lay Dying. Kapela uzavřela turné koncertem na Jakartě 30. listopadu.

### 2009
Skupina realizovala turné po Spojených státech spolu s kapelami Protest the Hero, The Human Abstract a MyChildren MyBride.
As I Lay Dying se poprvé objevili na Alive Music Festivalu v Canal Fultonu v Ohiu. Sdíleli zde pódium s kapelami The Devil Wears Prada, Haste the Day a Norma Jean. Toto bylo také poprvé, kdy Alive Music Festival uváděl metalové kapely.
V říjnu měli turné s kapelami Senses Fail, Closure a Fact v Moskvě. V říjnu se také uvolnili ze studia aby se mohli objevit na Self Destruct v Jacketu.

### 2010
Skupina vyrazila na turné po Evropě, aby podpořila své album The Powerless Rise. Mezi doprovodné kapely patří Suicide Silence, Heaven Shall Burn a Sylosis.
2016 - Současnost
Po tom, co byl Tim Lambesis puštěn z vězení se kapela dává zpět dohromady a začíná pracovat na novém materiálu. Po tom, co se vztahy se členy kapely zacelují začínají As I Lay Dying psát nový materiál. "Shaped by Fire" bude brzy vydáno jako oficiální album a společně s tím plánovat i následující turné.

## Členové kapely

### Současná sestava
- Tim Lambesis – hlavní zpěv (2000–nyní)
- Jordan Mancino – bicí (2000–2014, 2018-nyní)
- Phil Sgrosso – kytara (2003–2014, 2018-nyní)
- Nick Hipa – sólová kytara (2004–2014, 2018-nyní)
- Josh Gilbert – basová kytara, čistý zpěv (2007–2014, 2018-nyní)

### Dřívější členové
- Clint Norris – basová kytara, čistý zpěv (2003–2006)
- Aaron Kennedy – basová kytara (2003)
- Noah Chase – basová kytara (2001–2003)
- Evan White – sólová kytara (2001–2002, 2003)
- Tommy Garcia – sólová kytara (2002–2003)
- Jasun Krebs – kytara (2003)

### Náhrady na turné
- Justin Foley – bicí (2009)[10]
- Aaron Newberry – basová kytara (2007)
- Brandon Hays – basová kytara (2002–2003)
- Chris Lindstrom – kytara (2003–2004)
- Chad Ackerman – kytara (2002)

### Sezení
- Brandon Young (bicí v písničce "When This World Fades")
- Tommy Garcia (objevil se alespoň jednou na každém dosud vydaném albu)

## Diskografie

### Studiová alba
| Datum vydání     | Název                         | Vydavatelství |
| ---------------- | ----------------------------- | ------------- |
| 12. červen 2001  | Beneath the Encasing of Ashes | Pluto         |
| 1. červenec 2003 | Frail Words Collapse          | Metal Blade   |
| 14. červen 2005  | Shadows Are Security          | Metal Blade   |
| 21. srpen 2007   | An Ocean Between Us           | Metal Blade   |
| 11. květen 2010  | The Powerless Rise            | Metal Blade   |
| 25. září 2012    | Awakened                      |               |
| 20. září 2019    | Shaped By Fire                | Nuclear Blast |

### Kompilační alba
| Datum vydání    | Název                              | Vydavatelství |
| --------------- | ---------------------------------- | ------------- |
| 16. květen 2006 | A Long March: The First Recordings | Metal Blade   |

### Rozdělená alba
- As I Lay Dying/American Tragedy (2002)

### DVD
- This Is Who We Are (2009)[11]

## Videoklipy
- "94 Hours" (Frail Words Collapse) − 2003
- "Forever" (Frail Words Collapse) − 2004
- "Confined" (Shadows Are Security) − 2005
- "Through Struggle" (Shadows Are Security) − 2005
- "The Darkest Nights" (Shadows Are Security) − 2006
- "Nothing Left" (An Ocean Between Us) − 2007
- "The Sound of Truth" (An Ocean Between Us) − 2008
- "Within Destruction" (An Ocean Between Us) − 2008
- "I Never Wanted" (An Ocean Between Us) - 2009
- "Parallels" (The Powerless Rise) - 2010
- "Anodyne Sea" (The Powerless Rise) - 2011